# HMSAS Protea (K51)
HMSAS Protea (K51) je bila korveta razreda flower Južnoafriške vojne mornarice, ki je bila operativna med drugo svetovno vojno.

## Zgodovina
4. oktobra 1947 je Kraljeva vojna mornarica Južnoafriški vojni mornarici predala HMS Rockrose (K51), ki jo je nato preimenovala. Preuredili so jo v nadzorovalno plovilo in je bila v uporabi do leta 1967, ko so jo razrezali.